# Káhira

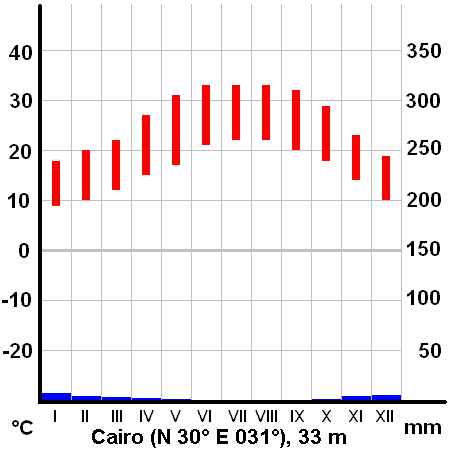
Klimadiagram Káhiry

Káhira (arabsky: القاهرة, Al-Qáhira („Vítězná“), v hovorové egyptské arabštině obvykle Masr) je hlavní město Egypta a po Lagosu druhé nejlidnatější město Afriky. Káhira sama čítá přes 10 milionů obyvatel (2021); dvojměstí Káhira-Gíza s dalšími přilehlými městy vytváří aglomeraci Velká Káhira zahrnující 21 322 750 obyvatel.
Vzhledem ke své pozici na kulturním rozhraní Afriky, Asie a Evropy a důležitosti, kterou hrála v dějinách, získala Káhira přezdívku Matka světa (arabsky: أمّ الدنيا, Umm ad-Dunja). Díky svému kosmopolitnímu rázu a velkému množství obyvatel ji místní obyvatelé nazývají "Big Mango" (protiváha newyorského Big Apple). Historická část města je od roku 1979 zařazena na seznam světového dědictví UNESCO.

## Poloha
Rozkládá se v severovýchodní části Egypta při pravém břehu Nilu, bezprostředně před jižním okrajem Delty Nilu. Nejstarší části města leží dále od řeky, naopak při Nilu se tyčí moderní mrakodrapy a luxusní hotely. Ke Káhiře patří i nilské ostrovy Gezíra a Róda. Na protějším západním břehu s Káhirou stavebně splývá Gíza, na jejímž okraji stojí světoznámé pyramidy.

## Přírodní podmínky
Počasí v Káhiře odpovídá kontinentální poloze města na rozhraní tropického a subtropického pásu ovlivněné blízkostí pouště. Nejvyšší letní denní teploty dosahují až ke 40 °C, v zimě minimální noční teploty klesají pod 10 °C. Srážkové úhrny jsou velmi nízké a intenzivní déšť v zimních měsících přichází pouze výjimečně. Zvláštností Káhirského počasí jsou tzv. chamsíny, které se vyskytují v průběhu března a dubna. Jedná se o větry vzniklé v důsledku změny vzdušného proudění nad pouští, kterými se do města dostává velmi horký pouštní vzduch s příměsí písku.

## Dějiny města

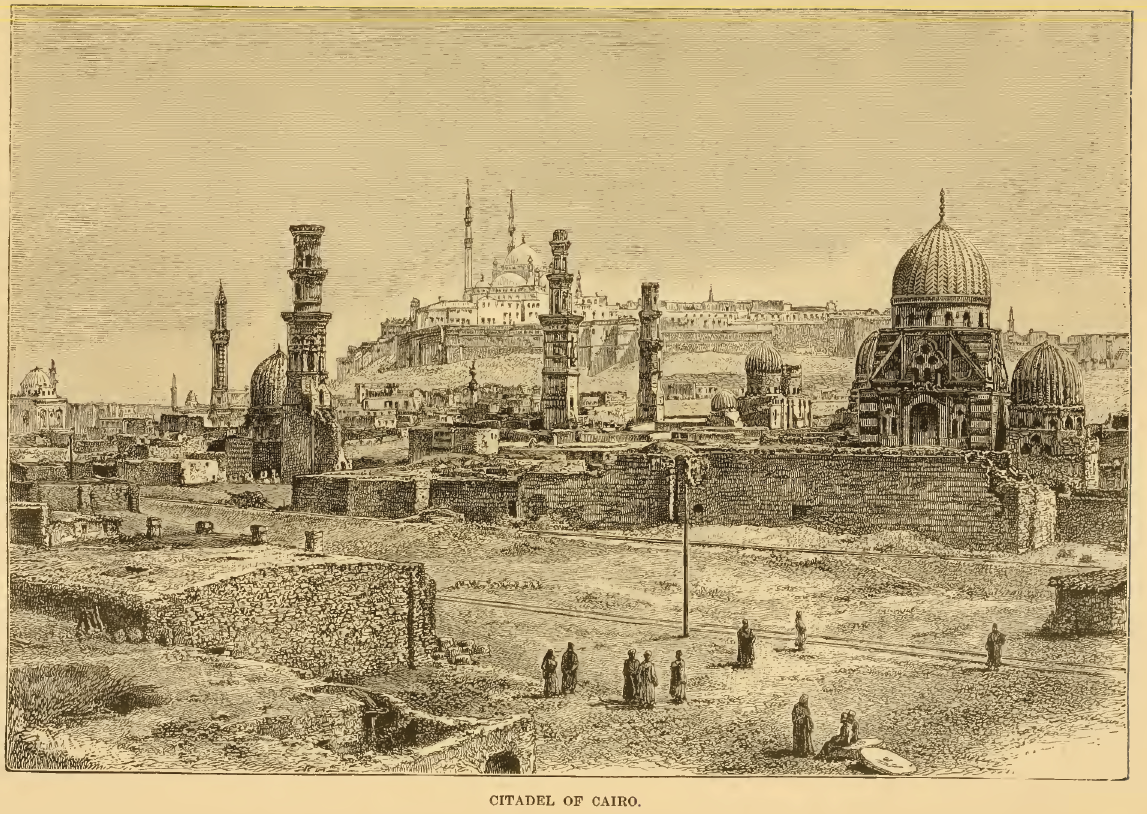
Káhira 1896, pohled na Citadelu

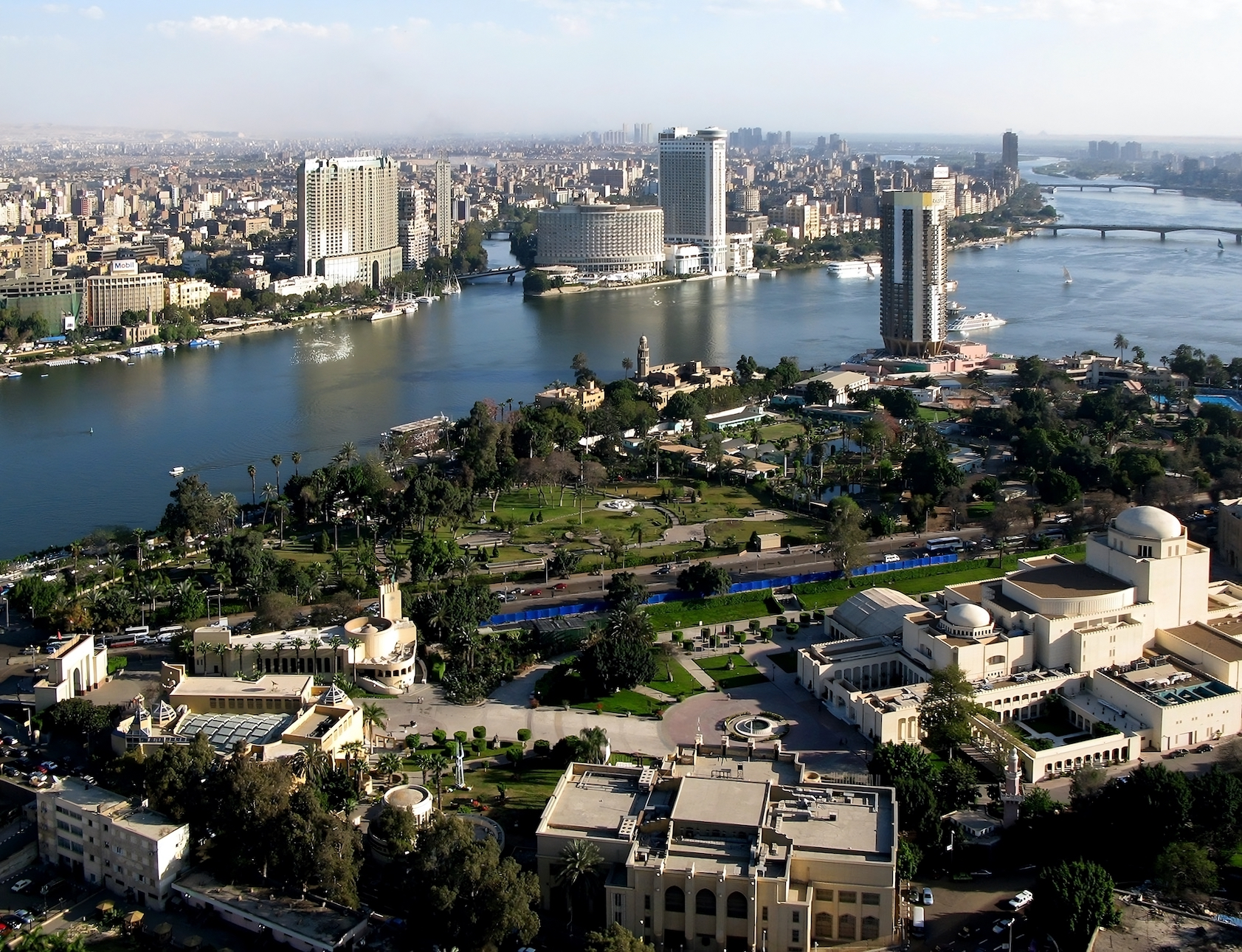
El Gezira

Ačkoliv Káhira sama byla založena až v 10. století n. l., historie místa, kde se nachází, je dlouhá několik tisíciletí. Podle egyptské mytologie svedli bohové Hor a Sutech na místě dnešní čtvrti Heliopolis boj o vládu nad Egyptem. Poblíž Káhiry se nacházelo hlavní město egyptské Staré říše Mennofer a největší město Nové říše Iunu. Kameny na pyramidy v Gíze byly lámány v lomech káhirského kopce Muqqatám. Za vlády Římanů a Byzance stála v této oblasti velká pevnost Babylon, kolem které postupně vyrostlo křesťanské město, dnešní koptská čtvrť. V 7. století přináší Amr Ibn al-As na příkaz chalífy Umara do Egypta islám. Z Amrova tábora založeného v r. 641 vzniká Fustát, první arabské město v Egyptě, jehož součástí byla Amrova mešita. Za vlády Abbásovských chalífů (750–905) se vlády v Egyptě chopil místodržící Ahmad Íbn Tulún, který nedaleko Fustátu založil jako své nové sídlo město al-Káta'i. Z něj se do současnosti dochovala především mešita, která je dokonalou ukázkou Baghdádského stylu. Po svržení Tulúnovců a krátkém období bojů o moc se vlády v Egyptě zmocnila šíítská dynastie Fátimovců (969–1171). Ti také hned v roce 969 založili nedaleko Fustátu novou rezidenční čtvrť. Nazvali ji Misr al-Qáhira (Vítězné město) po planetě Mars, který má v arabštině přízvisko Vítězný. Zachovalé hradby a městské brány vzniklé za vlády Fátimovců a mnohé další jejich stavby tvoří neodmyslitelnou součást staré islámské Káhiry. Fátimovci také založili mešitu a univerzitu al-Azhar. Po zničení Fustátu v r. 1136 během křížových výprav se centrum Egypta definitivně přesunulo do Káhiry. Většina dochovaných káhirských mešit a mauzoleí ale vyrostla až za vlády Mamlúků (1250–1517), kdy byla Káhira sídlem chalífy a skutečným centrem celého islámského světa. Po dobytí osmanskými Turky a popravě posledního mamlúckého chalífy (1517) město ztratilo mnoho ze své předchozí slávy, i když i z tohoto období se dochovalo mnoho významných památek. Teprve na počátku 19. století v souvislosti s Napoleonovou invazí do Egypta se podařilo Muhammadu Alímu vymanit Egypt z přímého osmanského vlivu a díky jeho schopnostem začala Káhira znovu získávat svůj ztracený lesk. Hospodářský růst země umožnil novou rozsáhlou výstavbu, která pokračovala i za vlády jeho synů a jejich následovníků. Káhira se začala rozrůstat o moderní čtvrti stavěné po vzoru evropských metropolí (Nová Heliopolis, Helwán nebo Zamálik na ostrově Gezíra), které značně proměnily tvář tehdejší Káhiry, která byla od středověku prakticky nezměněna. Po revoluci v roce 1952 byly v Káhiře budovány především rozsáhlé lidové čtvrti (Imbába, Bulaq, Madínat Nasr) s cílem absorbovat zvýšený počet obyvatel stěhujících se do hlavního města za prací či studiem. Přetlak obyvatel se pokoušela egyptská vláda řešit i budováním satelitních měst (Město 6. října, Město 15. května, Město 10. Rammadánu, Madínat Sadat, New Cairo) v blízkém či vzdálenějším okolí. Přes všechnu snahu místních úřadů o nějakou formu regulace se Káhira i nadále nekontrolovatelně rozrůstá do okolí a počet jejích obyvatel prudce zvyšuje.

## Památky

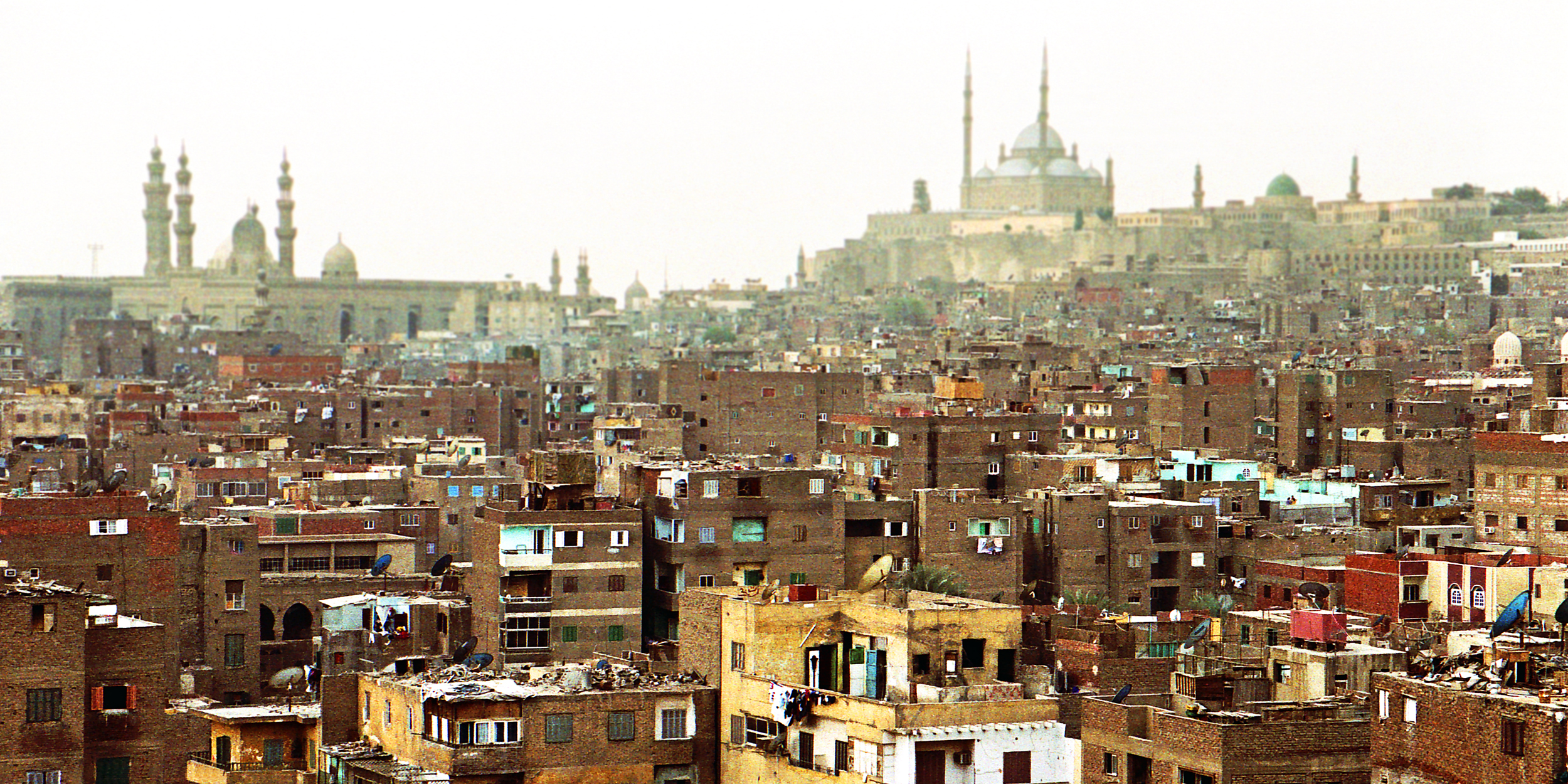
Pohled na Káhiru.

- Pohled na Káhiru.Univerzita al-Azhar Nejslavnější káhirská mešita vznikla v roce 970 z popudu fátimovského dobyvatele Egypta Džauhára as-Sikiliho. V roce 975 byla při mešitě založena univerzita, která je druhou nejstarší stále fungující univerzitou na světě a dodnes si zachovává pověst nejdůležitějšího střediska zabývajícího se studiem a výkladem islámu, islámského práva a výukou klasické arabštiny.
- Bazar Chán al-Chalílí je největší bazar Afriky a společně s ulicí Muski tvoří jádro islámské Káhiry. Na jeho severním okraji stojí pozůstatky původní Wikály al-Bazar založené v roce 1382 pro ubytování cizích kupců a skladování zboží. V současnosti je velká část bazaru plná především kýčovitého zboží a zlatých šperků pro turisty, ale mimo hlavní turistické trasy se dá sehnat i běžné zboží jako oblečení, nádobí nebo potraviny.
- Citadela je rozlehlá pevnost poblíž úpatí kopce Mukkatám. Jejím zakladatelem byl v roce 1176 vojevůdce Saláh ad-Dín ibn Ajjúb a až do druhé poloviny 19. století byla Citadela sídlem egyptských vládců či místodržících. V roce 1824 byla větší část původních budov srovnána se zemí, aby uvolnily místo nové výstavbě. Nejzajímavější stavbou Citadely je Alabastrová mešita postavená Muhammadem Alím, který je zde také pohřben. Součástí mešity je i věž s hodinami, které Muhammadu Alimu v roce 1846 věnoval francouzský král Ludvík Filip Mezi další důležité památky Citadely patří mešity sultána an-Násira Muhammada, jediná dochovaná mamlúcká stavba na Citadele, a mešita Sulejmána Nádherného, první stavba v osmanském stylu v Egyptě. V bývalém harému se nyní nachází egyptské národní vojenské muzeum zachycující vojenské dějiny Egypta od faraónů až po nástup prezidenta Mubaraka s venkovní expozicí tanků a letadel.
- Egyptské muzeum uchovává rozsáhlou sbírku staroegyptských památek. Bylo založeno roku 1858 Francouzem Augustem Mariettem, současná budova je z roku 1902. Ve více než padesáti místnostech je k vidění téměř 130 tisíc různých exponátů od kolosálních soch po drobné šperky, které představují historii starověkého Egypta od počátků do příchodu islámu. Součástí sbírek jsou poklady z Tutanchamonova hrobu, včetně jeho dvou zlatých rakví a slavné posmrtné masky. Muzeum doplňuje i park, kde lze spatřit rostoucí papyrus a lotos. V západní části parku je Mariettův hrob a památník významných egyptologů. Protože současná prostorová kapacita muzea přestává vyhovovat, připravuje se stavba nové budovy poblíž pyramid s plánovaným otevřením po roce 2010.
- Heliopolis je archeologická lokalita na stejnojmenném severovýchodním káhirském předměstí Heliopolis. Stávalo zde město Iunu, jedno z nejvýznamnějších ve starověkém Egyptě, ze kterého se dochoval jediný stojící obelisk. Novodobé Heliopolis na počátku 20. století nechal v secesním stylu vystavět belgický podnikatel a průmyslník Édouard Louis Joseph baron Empain a do současnosti patří mezi luxusní káhirské čtvrti. Své sídlo tu má i egyptský prezident.
- Islámská Káhira je nejstarší část Káhiry stojící na místě fátimovské rezidenční čtvrti. Ohraničená je částí původních hradeb se třemi bránami: Báb Zuwajlou na jihu a Báb al-Futúh a Báb an-Nasr na severu. Hlavní tepnu islámské Káhiry představuje ulice al-Mu’izz li-Dín Alláh, podél které se nachází většina z nepřeberného množství historických staveb. Za zmínku stojí Hakimova mešita, mauzoleum a madrasa sultána Ghaurího, mešita al-Azhar, historický mamlúcký dům Bajt Suhajmí atp. Islámská Káhira je od roku 1979 zařazena na seznam světového dědictví UNESCO.
- Káhirská věž je 186 m vysoká televizní a vyhlídková věž z roku 1961 v podobě lotosu stojící v parku na nilském ostrově Gezíra. Monumentální portál se širokým vstupním schodištěm z asuánské růžové žuly uvádí vstupní halu, která je vyzdobena barevnými okny a nástěnnou mozaikou znázorňující tradiční i současné výjevy ze života lidu. Věž má ve pod vrcholem otáčecí restauraci a bar. Při dobré viditelnosti se nám nabízí výhled na pyramidy v Gíze, Sakkáře a Abúsíru na jihovýchodě i nilskou přehradu na severu. Poblíž věže se nachází budova nové káhirské opery, kulturní centrum, několik muzeí a obrovské sportovní centrum patřící klubu Al-Ahly SC.
- Jižní město mrtvých se rozkládá na jihovýchod od Citadely. Tato chudá čtvrť je původně hřbitov (dodnes funkční), který se postupně stal útočištěm a domovem pro přibližně 500 tisíc lidí, žijících převážně v jednoduchých budovách postavených mezi hroby, mauzolei a mešitami. Většina dochovaných staveb patří mezi nejstarší káhirské památky, protože vznikaly od 11. do 13. století. Mezi nejzajímavější budovy, které se tu nachází, můžeme počítat mešitu Sajjídy Náfisy s hrobkou abbásovských chalífů (1242), mauzoleum egyptské vládkyně Šagarrat ad-Dur (1250) či komplex Huš al-Báša, hrobku příbuzných Muhammada Alího. Na jihu hřbitova se pak nachází mešita s hrobkou imáma aš-Šáfi'a, zakladatele jedné ze čtyřech islámských právních škol.
- Severní město mrtvých je menší než jižní město a rozkládá se na severozápad od islámské Káhiry. Základ severního města představují tří rozsáhlé komplexy, kde jsou pohřbení mamlúčtí sultáni Kajtbáj, Barkúk a Inal. Je tu také hřbitov mučedníků, kde jsou uloženy ostatky egyptských vojáků padlých v arabsko-izraelských válkách. V Kajtbájově mešitě ukazují její správci návštěvníkům kámen, ve kterém jsou stopy chodidel patřící údajně proroku Muhammadovi.
- Stará Káhira - Koptské město Křesťanská čtvrť na místě původní římské pevnosti Babylon, jejíž vykopávky je možné spatřit hned vedle stanice metra. V Koptském městě se nachází řecký klášter s kostelem Mar Girgis (sv. Jiří), kostely Panny Marie, sv. Barbory, sv. Sergia a nově zrekonstruované koptské muzeum. Mimo těchto památek je tu také množství méně významných kostelů a křesťanských hřbitovů pod správou různých církví (koptské, řecké, arménské). V koptské částí se nachází i Ben Ezrova synagoga (založená roku 827, nejstarší dochovaná synagoga v Egyptě). Nedaleko koptského města leží vykopávky původního hlavního města Fustátu a Amrova mešita, stojící na místě první egyptské mešity z roku 641.
- Visutý kostel Al-Muallaka byl za dobu své existence několikrán upravován a je tak složité určit jeho přesné stáří. Ví se pouze to, že byl dokončen v období mezi 7. a 9. století n. l. Kostel má interiér s velmi bohatou výzdobou, včetně vzácných ikon sv. Jiří a Jana Křtitele.
- Íbn Tulúnova mešita je nejstarší funkční káhirská mešita vystavěná mezi lety 876 a 879 n. l. abbásovským místodržícím Íbn Tulúnem v architektonickém stylu iráckých mešit včetně spirálového minaretu. Vedle mešity se nachází Gayer-Andersonovo muzeum uchovávající množství orientálních sbírek nejen z islámského světa, ale i Dálného východu, které shromáždil britský vojenský lékař John Gayer-Anderson.
- Madrasa sultána Hasana

## Kultura a vzdělání
- Káhirská univerzita
- Americká univerzita v Káhiře
- Univerzita Ain Šams
- Káhirská opera
- Muzeum moderního výtvarného umění
- Muzeum islámského umění
- Zemědělské muzeum
- Egyptská národní knihovna

## Sport a zábava
- Sportovní centrum al-Ahly
- Gezira Sporting Club
- Káhirský stadion
- Káhirská ZOO

## Slavní rodáci
- Fuad I. (1868–1936), poslední egyptský sultán a první egyptský král[2]
- Nagíb Mahfúz (1911–2006), egyptský romanopisec, nositel Nobelovy ceny za literaturu za rok 1988[3]
- Butrus Butrus-Ghálí (1922–2016), egyptský politik, diplomat, generální tajemník OSN v letech 1992–1996[4]
- Dalida (1933–1987), italsko-francouzská zpěvačka[5]
- Muhammad Baradej (* 1942), egyptský právník, politik, nositel Nobelovy ceny za mír za rok 2005[6]
- Julian Fellowes (* 1949), anglický režisér, scenárista, herec a spisovatel[7]
- Abd al-Fattáh as-Sísí (* 1954), egyptský politik, od roku 2014 úřadující egyptský prezident[8]
- Majar Šarífová (* 1996), egyptská profesionální tenistka[9]

## Partnerská města
- Ammán, Jordánsko
- Amsterdam, Nizozemsko
- Ankara, Turecko
- Athény, Řecko
- Alžír, Alžírsko
- Bagdád, Irák
- Bejrút, Libanon
- Buenos Aires, Argentina
- Damašek, Sýrie
- Džidda, Saúdská Arábie
- Hamburk, Německo
- Chartúm, Súdán
- Lisabon, Portugalsko
- Londýn, Spojené království
- Madrid, Španělsko
- Moskva, Rusko
- New York, Spojené státy americké
- Paříž, Francie
- Praha, Česko
- Rabat, Maroko
- Řím, Itálie
- São Paulo, Brazílie
- Soul, Jižní Korea
- Stuttgart, Německo
- Tokio, Japonsko
- Toronto, Kanada
- Tunis, Tunisko
- Washington, D.C., Spojené státy americké